# Emil Roberg

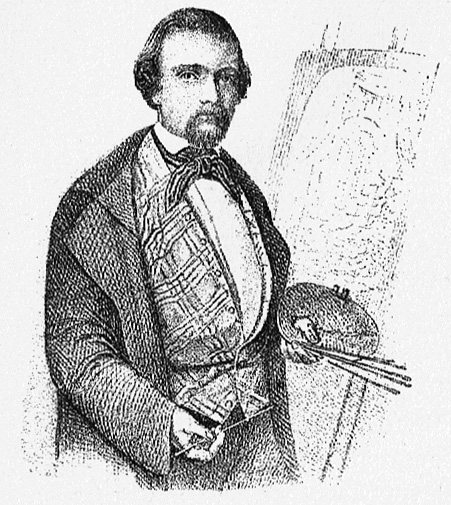
Emil Roberg

Paul Emil Richard Roberg, född den 3 januari 1821 i Stockholm, död den 25 februari 1859, var en svensk dekorationsmålare. 

## Biografi
Roberg, vars far Jean Roberg var tjänsteman, skicklig pianist och dilettant som målare, tecknade i sin ungdom på Slöjdskolan och i konstakademien. Han måste dock själv förtjäna det dagliga brödet, blev lärling och sedan gesäll hos en målarmästare och fick 1839 anställning hos Georg Albert Müller, Kungliga teaterns dekorationsmålare. Då Anders Lindeberg 1842 öppnade Nya teatern blev Roberg dekorationsmålare där. Ett av hans första arbeten var Djurgårdsbilden i August Blanches "Positivhataren" (1843). Sedan väckte i synnerhet dekorationerna till de romantiska dramerna "Chevalier de Maison rouge", "Klostret Castro", "Hinko eller Friknekten" med flera uppseende. 
Roberg, som redan förut varit bröstsjuk, fick 1850 ett svårt anfall av sin åkomma, och sedan han samma år blivit tillerkänd konstakademiens kungliga medalj, sattes han genom en subskription i stånd att resa till södern. Han vistades i Alger och sedan i Italien och Paris, fick våren 1852 anbud att överta Müllers plats som dekorationsmålare vid Kungliga teatern och reste då genast hem över Dresden och Berlin. Han hade under sin resa flitigt studerat sin konst samt teatrarna i de städer, som han besökt. På operan debuterade han redan på hösten samma år med en lysande uppsättning av "Profeten", som väckte stor sensation och förklarades överträffa allt, vad man i den vägen haft tillfälle att se i Sverige. Sedan följde dekorationer till "Trollflöjten", "Don Juan", "Oberon", "Friskytten", "Brudfärden i Hardanger", "Axel och Valborg" på Mindre teatern med flera.

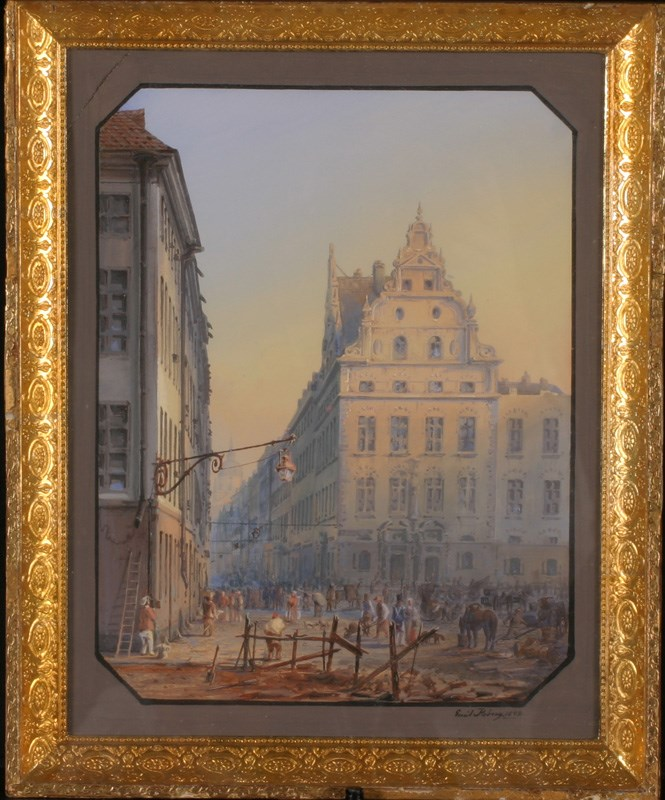
Folkliv vid Munkbrotorget, gouache 1848. Stockholms stadsmuseum.

Robergs dekorationer var stiltrogna och karaktärsfulla tavlor – landskap, stadsvyer, interiörer – från olika länder. De visade en sällsynt storslagen hållning, lyrisk fantasi och poesi i stämningen, illuderande behärskning av perspektivet och glänsande koloristisk kraft. Om deras konstnärliga flykt och gedigenhet vittnar de skisser, som bevaras i Nordiska museet och i privat ägo. Han finns även representerad vid bland annat Nationalmuseum i Stockholm och på Scenkonstmuseet samt vid Norrköpings konstmuseum. Han utförde även målningar i olja och akvarell. Hans bröstsjukdom tilltog under vistelsen i hemlandet och under det forcerade arbetet, och han avled vid 38 års ålder. År 1853 hade han blivit ledamot av konstakademien. Fritz Ahlgrensson var hans lärjunge och blev en värdig efterträdare åt dekorationsmåleriets främste svenske mästare.
I Stockholms stadsmuseum finns Emil Roberg representerad med en gouachemålning från 1848, som föreställer "Folkliv vid Munkbrotorget". Målningen visar i fonden Petersenska huset, en byggnad i kvarteret Aurora i Gamla stan i Stockholm. Huset är ett ståtligt exempel på tysk-nederländsk gavelarkitektur uppfört 1645-1659. Enligt Stockholms stadsmuseums beskrivning ser vi här "att byggnadsdelen till höger om gaveln ännu är lägre än resten av byggnaden, denna byggdes på 1870-1872. I mitten av 1800-talet var Munkbron en plats för torghandel. Längs med hela kajen till Riddarholmskanalen satte handlare upp sina handelsstånd. Här ser vi inga stånd, förmodligen för att timmen är sen och handlare är i färd med att packa ihop. Aftonljuset färgar fasaden gul. I förgrunden är det en byggarbetsplats. Det är Stockholms stad som lägger ny gatubeläggning i sten, ett omfattande arbete i mitten av 1800-talet. Munkbron var även en plats för tidningsproduktion och det fanns flera kaféer eller så kallade kaffehus i området. Folklivet var livligt vid Munkbron under denna tid, idag är det mest en genomfartsled för bilar."